# Nemesia cheiranthus
Nemesia cheiranthus är en flenörtsväxtart som beskrevs av Ernst Meyer och George Bentham. Nemesia cheiranthus ingår i släktet nemesior, och familjen flenörtsväxter. Inga underarter finns listade i Catalogue of Life.